# Æon Flux (videogioco)
Æon Flux è un videogioco ispirato all'omonimo film di fantascienza del 2005, a cui sono stati integrati alcuni elementi della serie animata Æon Flux.
Il gioco è stato pubblicato dalla Majesco Games il 15 novembre 2005 in America Settentrionale ed il 31 marzo 2006 in Europa per console PlayStation 2 e Xbox.